# Poonam Pandey
Poonam Pandey (Mumbai, 11 marzo 1991) è una modella e attrice indiana.

## Biografia
Poonam Pandey, ha iniziato la sua carriera come modella, è nota soprattutto per le sue foto di nudo pubblicate online ed ha posato come una delle ragazze per il calendario Kingfisher 2011. Inoltre è stata una delle prime nove concorrenti del Gladrags Manhunt and Megamodel Contest ed è apparsa sulla copertina della rivista.
Nel 2011 promise di spogliarsi per onorare la squadra indiana di cricket maschile se avesse vinto la Coppa del Mondo. L'India vinse la Coppa del Mondo, tuttavia Pandey ha infranto la sua promessa a causa della disapprovazione del pubblico. In seguito ha affermato che il Board of Control for Cricket indiano gli ha negato il permesso. Successivamente ha caricato un video sulla sua app mobile in cui si spogliava allo stadio Wankhede di Mumbai.
Ha esordito a Bollywood nel 2013 con il ruolo della protagonista nel film erotico Nasha.
I manifesti di Nasha, in cui appariva nuda ma con due cartelli che le coprivano parte del corpo, hanno suscitato polemiche e sono stati dati alle fiamme da un gruppo di manifestanti il 20 luglio 2013 a Mumbai. Il segretario generale del partito politico di estrema destra Shiv Sena ha contestato il fatto che Pandey apparisse in questo modo sulla locandina del film.

## Filmografia parziale
- Nasha, regia di Amit Saxena (2013)
- Adalat, regia di Ravi Sinha (2014)
- Love Is Poison, regia di Nandan Prabhu (2014)
- Malini & Co., regia di Veeru. K. (2015)
- Mythili & Co, regia di K. Veeru (2015)
- Aa Gaya Hero, regia di Dipankar Senapati (2017)
- The Journey of Karma, regia di Jagbir Dahiya (2018)
- Love in a Taxi (2023)
- Honeymoon Suite Room No 911 (2023) - serie TV